# Cupa Harwester 1920
Die Cupa Harwester 1920 war das 9. Turnier in der Geschichte der rumänischen Fußballmeisterschaft. Aufgrund von Zeitmangel konnten nicht alle für den Zeitraum Oktober bis Dezember 1920 angesetzten Spiele ausgetragen werden. Venus Bukarest wurde daraufhin zum Meister erklärt.

## Abschlusstabelle
| Pl. | Verein                   | Sp. | S | U | N | Tore | Quote | Punkte |
| --- | ------------------------ | --- | - | - | - | ---- | ----- | ------ |
| 1   | Tricolor Bukarest        | 9   | 7 | 0 | 2 |      |       | 14     |
| 2   | Venus Bukarest           | 6   | 4 | 1 | 1 |      |       | 9      |
| 3   | Prahova Ploiești         | 5   | 3 | 0 | 2 |      |       | 6      |
| 4   | Colțea Bukarest          | 10  | 2 | 1 | 7 |      |       | 5      |
| 5   | Excelsior Bukarest       | 8   | 1 | 0 | 7 |      |       | 2      |
| 6   | Educația Fizică Bukarest | 8   | 1 | 0 | 7 |      |       | 2      |
| 7   | Oltenia Craiova 1        |     |   |   |   |      |       |        |

## Sonstiges
Die im Frühjahr ausgetragene Cupa Jean Luca P. Niculescu 1920, die Tricolor Bukarest gewann, wurde nicht in die Reihe der rumänischen Fußballmeisterschaften aufgenommen.